# Cixi z Troy
Cixi de Troy (fr. Cixi de Troy) – francuska seria komiksowa z gatunku fantasy, stworzona przez scenarzystę Christophe’a Arlestona i rysownika Oliviera Vatine’a, opublikowana w oryginale w trzech tomach w latach 2009–2011 przez wydawnictwo Soleil Productions. Powiązana jest ona z cyklami komiksowymi: Lanfeust z Troy, Lanfeust w kosmosie, Trolle z Troy, Brzdące z Troy, Zdobywcy Troy, Odyseja Lanfeusta oraz niepublikowanymi w Polsce: Lanfeust Quest i Les Légendes de Troy. Polskim wydawcą wszystkich serii jest Egmont Polska.

## Fabuła[3]
Akcja Cixi z Troy rozgrywa się między tomami 5. i 6. serii Lanfeust z Troy. Po odejściu Lanfeusta z Pałacu Xingdu Cixi postanawia wrócić do miasta magów Eckmül. Wyrusza statkiem piratów, przeżywając po drodze niezwykłe przygody. Po dotarciu do miasta wiedzie podwójne życie: kochanki Thanosa Pirata i nocnej mścicielki. Gdy dowiaduje się, że Thanos postanowił wyeliminować wszystkich magów i zagarnąć ich moce, Cixi decyduje się go powstrzymać. Jest to jednak o tyle trudne, że nosi dziecko pirata, co stawia ją przed trudnym wyborem.

## Tomy
| Tom | Wydanie polskie                       | Wydanie oryginalne                   | Uwagi                                                                               |
| --- | ------------------------------------- | ------------------------------------ | ----------------------------------------------------------------------------------- |
| 1   | Tajemnica Cixi. Część pierwsza (2022) | Le Secret de Cixi (2009)             | Po polsku wszystkie tomy ukazały się w jednym albumie zbiorczym Cixi z Troy (2022). |
| 2   | Tajemnica Cixi. Część druga (2022)    | Le Secret de Cixi 2ème partie (2010) | Po polsku wszystkie tomy ukazały się w jednym albumie zbiorczym Cixi z Troy (2022). |
| 3   | Tajemnica Cixi. Część trzecia (2022)  | Le Secret de Cixi 3ème partie (2011) | Po polsku wszystkie tomy ukazały się w jednym albumie zbiorczym Cixi z Troy (2022). |